# William McCrum
William McCrum (ur. 1865, zm. 21 grudnia 1932 w Armagh) – irlandzki przedsiębiorca, bramkarz, działacz sportowy, pomysłodawca rzutu karnego.

## Życiorys
William McCrum urodził się w 1865 roku jako jedyny syn Roberta Garmany'ego McCruma. Pochodził z rodziny fabrykantów zajmujących się przeróbką lnu, jednej z najbogatszych rodzin w tej branży.
William uczył się w Royal School, w Armagh. W 1886 roku ukończył Trinity College w Dublinie, zdobywając tytuł mistrza uczelni w szachach. 13 sierpnia 1891 roku ożenił się z Maude Mary Squires, mieli jednego syna, Cecila Roberta McCruma. Po dwunastu latach małżeństwa para rozwiodła się, a syn trafił pod opiekę matki, która wyjechała z nim na Riwierę Francuską.
William McCrum nie przejął po ojcu zainteresowania biznesem, zajmował się sportem i hazardem, a po odziedziczeniu fabryki powierzył zarząd nad nią wynajętym kierownikom.
Był bramkarzem w klubie Milford Football Club, ale nie prezentował wysokiego poziomu gry. W pierwszym roku występów w lidze irlandzkiej jego drużyna przegrała wszystkie 14 meczów, tracąc 62 bramki. Oprócz gry w piłkę nożną McCrum był także działaczem piłkarskim, krykietowym i rugby.
Starając się ukrócić tendencję do brutalizacji gry, w 1890 roku McCrum zaproponował karanie umyślnych przewinień popełnianych w odległości do 12 jardów (11 metrów) od linii bramkowej przeciwnika za pomocą rzutu karnego, wykonywanego z dowolnego punktu w odległości 12 jardów od linii bramkowej. Wkrótce irlandzki związek piłkarski jako pierwszy przyjął propozycję, natomiast działacze angielscy wyśmiali ją. Było to związane z dominacją w angielskiej piłce klubów amatorskich, tworzonych przez zawodników i działaczy z wyższych sfer. Według ich sposobu pojmowania koncepcji sportu, umyślne faulowanie zawodników przeciwnej drużyny nie było godne zachowania dżentelmena. Ostatecznie jednak Anglicy wprowadzili do swych przepisów rzut karny od sezonu 1891/1892.
Po wybuchu kryzysu gospodarczego w 1929 roku, hazardowe długi i załamanie na rynku lnu zmusiło McCruma do opuszczenia rodzinnej rezydencji w 1930 roku. Jego dom został zlicytowany. Ostatnie lata spędził mieszkając w domu syna, oficera marynarki wojennej.
Zmarł 21 grudnia 1932 roku w Armagh.
W miejscu dawnego boiska klubu Milford Football Club zbudowany został publiczny park z popiersiem McCruma, dłuta D.P Pettigrew i planszami prezentującymi historię rzutu karnego.